# Вали-Верди (Риу-Гранди-ду-Сул)
Вали-Верди (порт. Vale Verde) — муниципалитет в Бразилии, входит в штат Риу-Гранди-ду-Сул. Составная часть мезорегиона Агломерация Порту-Алегри. Входит в экономико-статистический микрорегион Сан-Жерониму. Население составляет 3287 человек на 2006 год. Занимает площадь 329,401 км². Плотность населения — 10,0 чел./км².

## Статистика
- Валовой внутренний продукт на 2003 год составляет 36 527 207,00 реалов (данные: Бразильский институт географии и статистики).
- Валовой внутренний продукт на душу населения на 2003 год составляет 11 482,93 реалов (данные: Бразильский институт географии и статистики).
- Индекс развития человеческого потенциала на 2000 год составляет 0,749 (данные: Программа развития ООН).